# Kim Rang
Kim Rang (9 de outubro de 1974) é uma ex-handebolista sul-coreana. medalhista olímpica.
Fez parte da geração medalha de prata, em Atlanta 1996, com 5 partidas com 14 gols.